# Hmyz (film)
Hmyz je český film režiséra Jana Švankmajera z roku 2018. Děj se odehrává ve vesnické hospodě, kde ochotníci zkoušejí hru Ze života hmyzu od bratří Čapků, přičemž osudy jednotlivých postav filmu se prolnou s osudy postav hry. Do tohoto příběhu jsou navíc zakomponovány ukázky z natáčení vlastního filmu a vyjádření jak Jana Švankmajera o imaginaci, tak herců o svých snech.

## Výroba
Film má rozpočet 45 miliónů Kč, přispěli do něj i Česká televize (9 miliónů) a Státní fond České republiky pro podporu a rozvoj české kinematografie (10 miliónů). Chybějící částku se režisér s producentem rozhodli zkusit vybrat v mezinárodní internetové sbírce. Cílovou částku 150 000 dolarů vybrali za necelých 10 dní od vyhlášení sbírky, přispělo téměř 1600 dárců.
Hereckých natáčecích dní bylo plánováno kolem padesáti.

## Recenze
- František Fuka, FFFilm
- Rimsy, MovieZone.cz